# Джеймс Шміц
Джеймс Генрі Шміц (англ. James Henry Schmitz, 15 жовтня 1911, Гамбург — 18 квітня 1981, Лос-Анджелес) — американський письменник-фантаст.

## Біографія

### Ранні роки
Шміц народився в Гамбурзі, Німецька імперія, в сім'ї американських батьків. Шмітц здобув освіту в Реальній гімназії у Гамбурзі. Сім'я провела Першу світову війну в США, потім повернулася до Німеччини. Шміц поїхав до Чикаго в 1930 році, щоб вступити до бізнес-школи, а потім перейшов на заочний курс журналістики. Не змігши знайти роботу через Велику депресію, він повернувся до Німеччини, щоб працювати в компанії свого батька. Шміц жив у різних німецьких містах, де працював у International Harvester Company, поки його родина не поїхала незадовго до початку Другої світової війни.
Під час Другої світової війни Шміц служив аерофотофотографом у Тихому океані для ВПС Сполучених Штатів. Після війни він разом зі своїм шурином керував бізнесом, який виготовляв причепи, доки вони не припинили цей бізнес у 1949 році. Після війни він поселився в Каліфорнії, де прожив до самої смерті.

### Творчий доробок
Першою опублікованою розповіддю Шміца став «Зеленолиций» (англ. Greenface). У серпні 1943 року ця історія про огидного яйцеподібного монстра, який порушив спокій рибальського табору, вийшла в журналі «Незвідане» (Unknown). Декілька років після цього він не писав, а з 1949 року його фантастичні оповідання один за одним почали з'являтися в журналах.
У 1950-х перебивався випадковою роботою, публікував фантастичні оповідання, які продавалися переважно в журналах Galaxy Science Fiction і Astounding Science-Fiction.
У 1960 році виходить його перша книга — збірка з чотирьох взаємопов'язаних оповідань «Агент Веги» (англ. Agent of Vega), в якій секретні агенти з неймовірними розумовими здібностями борються з ворогами Конфедерації Веги, але популярність письменнику приніс цикл романів та розповідей про федерацію осередку. Дія у яких відбувається у 3500-х роках, Федерація управляється Надурядом, куди входять представники всіх розумних рас населеної Галактики. Підциклом цієї серії є твори про дівчину Телзі Ембердон, які не відповідали стереотипу «діва в біді», типовому для наукової фантастики того часу. Вона була молодим агентом-телепатом з психологічної розвідки Надуряду. Цикл про Телзі розпочався оповіданням «Новачок» (англ. Novice), що вийшов у червні 1962 року, а сама героїня була аналогом Мауглі з книги Редьярда Кіплінга, тільки жіночої статі. Героїня повістей та оповідань у ранньому дитинстві дізнається, що вона має здібності до телепатії і навіть ксенотелепатії, вона може подумки зв'язуватися з будь-якими розумними істотами.
Найвідомішим твором письменника став роман Відьми Карреса, який був номінований на премію «Г'юго» за найкращий роман у 1967 році. У книзі діють три дівчинки-екстрасенси, врятовані капітаном зорельоту від рабства. Сюжет твору виник у письменника в лютому 1949 року із цілком прозової картини, коли Шмітц у вікно побачив чотирьох дівчаток, що чинно йшли вулицею двома парами. Цей пейзаж наштовхнув письменника на роздуми, у результаті з'явилася повість «Відьми Карреса». Редактор Стерлінг Ланьє змусив Шміца переписати повість у роман. Роман, присвячений небозі письменника, «дуже славній маленькій відьмі під назвою Сільвія Енн Томас», дуже сподобався читачам. Він неодноразово перевидавався і був перекладений на безліч мов. Але видавництво «Chilton» після публікації «Ведьм Карреса» припинило видавати фантастику, тому ідея авторського продовження так і залишилася нездійсненою.
Шмітц помер від застійної легеневої недостатності 18 квітня 1981 року після п'ятитижневого перебування в лікарні в Лос-Анджелесі. У нього залишилася дружина Бетті Мей Чепмен Шмітц.

## Посмертні перевидання
Десять років по тому, в 1991 році, вийшла збірка вибраних повістей та оповідань «Найкраще Джеймса Шмітца» за редакцією Марка Олсона. 1997 року Гаррі Ервін організував електронну розсилку в Інтернеті для людей, які цікавляться творчістю Джеймса Шмітца. Одним із таких став видавець Джим Бейн, який почав перевидавати твори улюбленого письменника. Таким чином у видавництві Baen Books вийшло чотиритомне зібрання творів та кілька окремих книг Шміца.
У 2004 році видавництво Baen Books видало продовження «Відьм Карреса», роман Чарівник Карреса, написане Мерседес Лекі, Еріком Флінтом і Дейвом Фріром, у якому фігурують ті ж герої, що й у оригінальному романі. Наступна книга, «Чарівниця Карреса» (англ. The Sorceress of Karres), яку написали Ерік Флінт і Дейв Фрір, вийшла у Simon & Schuster 2010 року і продовжує історію поверненням більшості персонажів. Третє продовження, «Шаман Карреса» (англ. The Shaman of Karres), яке написали Ерік Флінт та Дейв Фрір, вийшло у видавництві Baen Books 2020 року.